# Frauen-Faustballnationalmannschaft der Vereinigten Staaten
Die Frauen-Faustballnationalmannschaft der Vereinigten Staaten ist die von den Nationaltrainern getroffene Auswahl amerikanischer Faustballspielerinnen. Sie repräsentieren die United States Fistball Association auf internationaler Ebene bei Veranstaltungen der International Fistball Association.

## Internationale Erfolge
2014 nahm die Frauen-Nationalmannschaft der Vereinigten Staaten bei der WM in Dresden zum ersten und bislang einzigen Mal an einer Faustball-Weltmeisterschaft der Frauen teil.

### Weltmeisterschaften
| - 2014 in Deutschland: 8. Platz (von 10) - 2016 in Brasilien: nicht teilgenommen - 2018 in Österreich: nicht teilgenommen |